# Мюррей, Брюс (футболист)
Брюс Эдвард Мюррей (англ. Bruce Edward Murray; род. 25 января 1966, Джермантаун, Мэриленд) — американский футболист, нападающий, который на момент своего ухода из футбола являлся лучшим бомбардиром сборной США за всю историю. За это достижение журнал «Футбол Америки» включил его в символическую колледжскую сборную века. Он успел профессионально поиграть в Европе и США — Американской футбольной лиге и Американской профессиональной футбольной лиге. До ухода из спорта, Мюррей сыграл 86 матчей за национальную сборную, отличившись 21 раз, в том числе и на чемпионате мира 1990. В 1989 году был в составе сборной США на чемпионате мира по мини-футболу, которая заняла третье место. Брюс Мюррей включен в Национальный футбольный зал славы США.

## Карьера

### Школа и университет
Мюррей вырос и учился в местной школе в Мэриленде. Играя за сборную школы, выигрывал национальные чемпионаты в возрастной группе до 16 лет и в 1983 году до 19 лет.
После окончания школы поступил в Клемсонский Университет, где в период 1984—1987 годов играл за мужскую сборную университета на позиции нападающего. В 1984 году университет занял первое место в Первом дивизионе футбольного чемпионата NCAA, обыграв Индиану со счётом 2:1. В 1987 году он снова выиграл трофей, в финальном матче одолев Сан-Диего. За сезон он забил 40 мячей и отдал 40 результативных передач. За эти достижения он был назван лучшим игроком сезона в NCAA. В 1993 году, Мюррей был включён в Клемсонский зал славы.

### Клубная карьера
В 1988 году Мюррей подписал контракт с «Вашингтон Старс», который выступал в Американской футбольной лиге. В этом сезоне клуб занял третье место. Хотя права на игрока принадлежали «Вашингтону», следующие два сезона он провёл в Швейцарии, играя за «Люцерн». В 1990 году АФЛ объединилась с Западной Футбольной Лигой и стала называться Американской Профессиональной Футбольной Лигой. Команда выступала неудачно и Мюррей перешёл в «Мэриленд Бэйс», где сыграл 9 матчей, забив 2 мяча.
Подписав договорённость с Федерацией футбола США, которая предусматривала его постоянное нахождение в команде, Мюррей некоторое время не играл ни за какие клубы. 30 июля 1993 Федерация футбола США освободила его от своих обязанностей и позволила ему продолжить карьеру в Европе. Мюррей переехал в Англию, чтобы играть за «Миллуолл».
9 августа 1993 года подписал контракт с клубом и сумел забить в своём первом же матче, который закончился победой над «Сток Сити» со счётом 2:1. Но заиграть в «Миллуолле» у него не получилось. Он был отправлен в аренду в «Стокпорт Каунти». 12 октября 1994 года клуб освободил Мюррея от обязанностей.
Вернувшись в США, Мюррей подписал контракт с «Атлантой Ракэс».
В конце 1995 года из-за травмы колена объявил о завершении карьеры игрока.

### Национальная сборная
Свой первый матч за сборную Мюррей сыграл 16 июня 1985 года в Лос-Анджелесе, года США проиграла Англии со счётом 5:0.Первый же мяч забил 7 февраля 1986 года в матче с Уругваем. Мюррей находился в составе команды и на ОИ 1988 года, и на ЧМ 1990 года, на который американцы пробились впервые с 1950 года.
Всего Мюррей сыграл за сборную США 86 матчей, в которых сумел отличиться 21 раз.
Также Мюррей играл за сборную США по мини-футболу, за которую сыграл 6 матчей, забив 1 мяч.

### Дальнейшая судьба
17 сентября 2004 года Гарвардский университет объявил, что Мюррей был нанят в качестве помощника главного тренера мужской футбольной команды.
20 марта 2011 года Мюррей был включён в Национальный футбольный зал славы.